# Amanoa oblongifolia
Amanoa oblongifolia är en emblikaväxtart som beskrevs av Johannes Müller Argoviensis. Amanoa oblongifolia ingår i släktet Amanoa och familjen emblikaväxter. Inga underarter finns listade i Catalogue of Life.